# Plaça d’Europa
Die Plaça d’Europa (Katalanisch „Europaplatz“) wurde am Europatag 1998 eröffnet. Sie befindet sich am Fernsehturm des Montjuïc auf dem Olympiagelände in Barcelona.
Nach einer Idee des früheren Bürgermeisters von Barcelona Pasqual Maragall gestalteten die Architekten  Frederic Correa i Ruiz und Alfons Milà i Sagnier hier einen halbkreisförmigen Fries, der einen kreisförmigen Brunnen umrahmt. Die Gestaltung der Buchstaben des Frieses übernahm Enric Satué. Ganz links an dem Fries sind in Katalanisch die folgenden Worte aus dem Europäischen Einigungsvertrag Titel 1, Artikel A zu lesen: „Einer immer engeren Union der Völker Europas, in der die Entscheidungen möglichst bürgernah getroffen werden.“ Daran anschließend reihen sich auf dem Fries nach rechts in alphabetischer Folge die Namen von europäischen Politikern, die nach Meinung der Initiatoren herausragend an der Einigung Europa beteiligt waren:
- Konrad Adenauer
- Enric Adroher
- Willy Brandt
- Pau Casals
- Winston Churchill
- Alcide de Gasperi
- Wilhelmina v.Oranien-Nassau
- John Maynard Keynes
- Rosa Luxemburg
- Salvador de Madariaga
- Gregorio Marañón
- François Mitterrand
- Jean Monnet
- José Ortega y Gasset
- Carles Pi i Sunyer
- Denis de Rougemont
- Robert Schuman
- Paul-Henri Spaak
- Altiero Spinelli
- Josep Tarradellas
- Antón Cañellas
- Joan Reventós i Carner
- Antoni Gutiérrez
- Umberto Serafini[3]
- Josep Trueta

Plaça d’Europa
Plaça d’Europa mit Fernsehturm
Inschrift am Plaça d’Europa